# Skorvtjärnen (Stensele socken, Lappland)
Skorvtjärnen är en sjö i Storumans kommun i Lappland och ingår i Umeälvens huvudavrinningsområde.